# 다카하시 준야
다카하시 준야(일본어: 高橋 潤哉, 1997년 5월 28일~)는 일본의 축구 선수이다.

## 구단 경력
그는 2020년 J2리그의 몬테디오 야마가타에 입단했다. 2021년부터 2022년까지 J3리그의 아술 클라로 누마즈와 후쿠시마 유나이티드 FC에서 뛰었다. 2023년 몬테디오 야마가타로 복귀했다.